# José María Calaza
José María Calaza (La Coruña, España, 15 de octubre de 1852 – Buenos Aires, Argentina, 28 de julio de 1913) fue coronel del Ejército Argentino e inspector general de la Policía de la Capital de la República Argentina. Dentro de esa institución, formó parte del Cuerpo de Bomberos durante más de cincuenta años, el cual a su vez condujo por espacio de 32 años. Su jefatura significó la consolidación institucional del servicio de bomberos y un notable avance profesional y material en la prevención y lucha contra incendios en la ciudad de Buenos Aires.

## Reseña biográfica
Nació en la ciudad española de La Coruña el 15 de octubre de 1852, siendo hijo de Francisco Calaza y Rosa Couso. Hacia 1868 inmigró a la Argentina, donde en 1870 se convirtió en soldado bombero. En 1881 le fue concedida la ciudadanía argentina y el 3 de mayo de 1882 se casó con Clara de Santa Coloma, perteneciente a una tradicional familia porteña y nieta de Miguel de Azcuénaga, uno de los integrantes de la Primera Junta. Con ella tuvo siete hijos (3 varones y 4 mujeres), enviudando el 30 de septiembre del año 1900.

## Carrera Profesional
Su larga trayectoria al servicio del Cuerpo de Bomberos de la ciudad de Buenos Aires comienza el 2 de enero de 1870 al ingresar a la “Compañía de Vigilantes Bomberos”, rama de la Policía la Capital creada por Enrique O'Gorman. Los rasgos militarizados de policías y bomberos de aquellas décadas, y que se mantuvieron durante largos años, producía que los gobiernos recurrieran a ellos ante situaciones de conmoción interna. En el caso de Calaza, durante los primeros años de su carrera se vio partícipe en los últimos conflictos desatados por los federales del interior del país que se oponían al centralismo porteño. Tanto en 1870 como en 1873 y 1874 formó parte de la vigilancia costera del río de la Plata y del río Paraná.
En junio de 1880, se repite la situación, aunque esta vez en el contexto del conflicto desatado en torno a la federalización de la ciudad de Buenos Aires a la que se oponía el gobernador provincial Carlos Tejedor. En esa oportunidad, el cuerpo de bomberos fue parte de las fuerzas reclutadas por Tejedor y así Calaza participó en los combates de Corrales Viejos y Puente Alsina. Vencidas las fuerzas porteñas por las del gobierno nacional, policías y bomberos retornaron a sus tareas específicas, siendo nombrado, ya con el rango de Sargento Mayor, como 2.º Jefe del Cuerpo. 
Pocos meses después, el 15 de marzo de 1881 por medio de un decreto del Poder Ejecutivo Nacional fue promovido a Jefe de Bomberos. Entre sus primeras medidas estuvo la creación de una oficina técnica para el estudio de siniestros y el pedido de asignación presupuestaria para reparación de material y adquisición de nuevos elementos. En esa ocasión presenta, como parte de dicha petición, un estudio de las dificultades que se le presentaban al Cuerpo: escasa presión en los pocos lugares en que la ciudad ya contaba con red de agua corriente, constantes cambios de lugar de bocas, válvulas, llaves y caños, nulo despliegue territorial del servicio contra incendios, equipamiento inadecuado, etc.
En 1883 gestiona y obtiene que los oficiales de bomberos heridos en servicio sean atendidos en el Hospital Militar, situación que lo envolvería a él personalmente al año siguiente en ocasión de recibir importantes lesiones en el combate del incendio de una imprenta ubicada en el centro de la ciudad, siniestro en que perdieran la vida dos de sus hombres.
En 1887 logra que el Jefe de la Policía de la Capital, Coronel Aureliano S. Cuenca descentralice al menos en parte el servicio de bomberos. De esta manera se abren siete destacamentos en los locales de algunas comisarías ubicadas en la zona céntrica y el casco histórico de Buenos Aires. En septiembre de ese mismo año se sumarían cinco más. Entre ellos, uno ubicado en la Casa Rosada y otro en La Boca del Riachuelo, que al año siguiente sería dotado con una bomba flotante. También durante 1887 enviaría una extensa nota al intendente porteño en el cual proponía la realización de inspecciones periódicas en los teatros de la ciudad. Este asunto sería una verdadera obsesión para Calaza en sus años al frente del Cuerpo, al punto que años después desarrollaría un extenso trabajo teórico sobre el tema e incluso formaría parte hasta su muerte de la “Comisión Superior de Teatros” destinada a intervenir en su construcción y remodelación para prevenir incendios.
En 1890, con la Revolución del Parque, comenzaría un nuevo ciclo de alzamientos cívico militares protagonizados por los opositores al régimen del Partido Autonomista Nacional, primero agrupados en torno a la Unión Cívica y luego a la Unión Cívica Radical. En todas las oportunidades (1890, 1893, 1897 y 1905), Calaza y sus bomberos prestaron servicios a las autoridades constituidas de las cuales dependían. En los eventos de 1890 sería ascendido al grado militar de Coronel, solicitando su retiro poco después. Aunque este le fue concedido, en el mismo decreto presidencial que le otorgara el beneficio se disponía también que debiera continuar al frente del Cuerpo de Bomberos hasta nueva resolución.
En la primera mitad de 1897 fue comisionado a Europa y América del Norte para conocer los últimos adelantos en el manejo del fuego. Visitó Washington, Nueva York, Boston, Londres, París, Hamburgo, Viena, Berlín, Amberes y Lisboa. Regresó desde el puerto de Vigo, en su Galicia natal, luego de haber sido homenajeado por las autoridades municipales de La Coruña. A su retorno comenzó a escribir otra de sus contribuciones teóricas a la tarea de la prevención y combate de incendios, el cual sería publicado en octubre de 1898. En el año 1900, y en homenaje a su trayectoria, se le coloca su nombre a la última bomba adquirida por el gobierno nacional para el Cuerpo. A pesar de esto, aún está lejos el final de su actuación. 
En 1901 redacta las instrucciones al personal de policía para facilitar el trabajo de los bomberos, muchas de las cuales al día de hoy ya forman parte del sentido común ante un siniestro: no abrir puertas de manera innecesaria para evitar la circulación de aire que avive las llamas, dar aviso inmediato de la presencia de fuego, no desalojar casas vecinas si no lo indica el jefe de bomberos presente, no permitir aglomeraciones cercanas al teatro de operaciones, realizar los pertinentes cortes de tránsito, etc. 
Su ansiado plan de descentralización de servicios continuó avanzando, inaugurándose en 1905 los destacamentos en los barrios de Flores y Belgrano, evitando así demoras excesivas en el desplazamiento hasta esos puntos de la ciudad. En 1910, el Congreso Internacional de Bomberos celebrado en París premia su trabajo sobre los incendios en salas de teatro, del que ya se hiciera referencia más arriba. En 1911, es enviado al siguiente congreso, que se reuniera en la ciudad italiana de Turín y en el cual intervendría como orador y jurado. Aquel mismo año recibiría el nombramiento de inspector general.

## Fallecimiento y homenajes
Continuó ejerciendo la jefatura del Cuerpo de Bomberos hasta su muerte, ocurrida el 28 de julio de 1913. Sus restos, despedidos por las máximas autoridades de la Policía, el Ejército, representantes del gobierno nacional y centenares de habitantes comunes de Buenos Aires, fueron sepultados en el Cementerio de la Recoleta.
En mayo del año 1934 se inauguraría en el patio del cuartel central de bomberos, ubicado en el Departamento Central de la Policía Federal Argentina un busto que aún permanece allí. Dicho cuartel recibió su nombre en 1970. La municipalidad de la ciudad de Buenos Aires, por medio del Decreto 3339 de fecha 25 de agosto de 1944 impuso su nombre a una calle ubicada en el barrio de Bajo Flores. La Sociedad de Bomberos Voluntarios de la ciudad cordobesa de Laboulaye, creada en 1955, lleva el nombre de “José María Calaza” en su honor. En 1992 y celebrando el 140 aniversario de su nacimiento, el Correo Argentino lanzó una serie de estampillas con su imagen

## Libros de su autoría
- Manual de Bomberos (1882 y 1887)
- Servicio contra incendios en las principales ciudades de Europa y América (1898)
- Libro de Hidrantes (1906)
- Teatros. Su construcción, sus incendios y su seguridad. Análisis histórico del asunto (1910)
- Memoria Descriptiva de la División Bomberos. Su pasado, su presente y su futuro. (1911)

## Distinciones Extranjeras
- Cruz de la Legión de Honor (Francia – 1909)
- Medalla de O´Higgins del mérito militar (Chile – 1910)
- Gran Cruz de Comendador de Isabel la Católica (España – 1910)
- Comendador de la Real Orden de Isabel la Católica (España – 1912)
- Gran Cruz de Oficial de la Corona de Italia (Italia – 1912)
- Palmas de Oficial de Instrucción Pública (Francia – 1913)

## Membresías Honorarias
- Federación Técnica Italiana
- Federación Nacional de Zapadores Bomberos de Francia
- Unión Nacional de bomberos ingleses
- Comité Técnico de Incendios e Incidentes de París
- Consejo Internacional de Zapadores Bomberos
- Comité británico de prevención del fuego